# Адмиралтейские верфи
«Адмиралтейские верфи» — одно из старейших судостроительных предприятий России, первое промышленное предприятие Санкт-Петербурга. Входит в состав «Объединённой судостроительной корпорации».

## История
Строительство верфи началось на левом берегу Большой Невы 5 ноября 1704 года.
К апрелю 1706 года на воду было спущено первое судно. До декабря 1709 года на верфи строились преимущественно небольшие судна (галеры, буера, прамы, бригантины и шнявы).
В декабре 1709 года здесь был заложен первый линейный корабль — 54-пушечная «Полтава» (спущен на воду в 1712 году), ознаменовавший собой новый этап в развитии русского флота. Всего в петровское время на верфях Санкт-Петербургского Адмиралтейства было построено 23 корабля и более двухсот галер.
В 1725 году здесь была построена и испытана первая подводная лодка — «потаённое судно» крестьянина Ефима Никонова.
В 1799 году на территории Галерной верфи началась реконструкция, верфь получила название «Новое Адмиралтейство».
В 1800-1844 годах верфь была переведена на Галерный двор, а в 1870-х годах территория старой верфи была продана под застройку. За время существования верфи в Адмиралтействе на ней было построено 256 крупных кораблей.
Судостроительные верфи Нового Адмиралтейства и «Галерного островка», который до того находился в аренде Франко-русского завода, с 1 января 1908 года были объединены в «Адмиралтейский судостроительный завод».
До 1 января 1908 года все судостроительные учреждения на левом берегу Невы входили в состав Санкт-Петербургского порта и лишь с этого времени Галерный остров и часть территории Нового адмиралтейства со всеми эллингами и мастерскими для постройки судов выделены под Адмиралтейский судостроительный завод, который действовал на тех же основаниях, что и Балтийский завод, имея с ним общее правление, но своего начальника завода.

### Советское время
После революции верфи пришли в удручающее состояние. Не было судостроительных заказов, завод занимался судоремонтом, переоборудованием судов и различными сторонними заказами вплоть до ремонта трамваев и автомобилей. Единственным профильным заказом в период 1917—1921 годов стал правительственный заказ на достройку 500-тонных барж с последующим переоборудованием для Онежской флотилии, завершённый к 1919 году. На баржах были установлены артиллерийские орудия калибра 203 мм и калибра 152 мм.
На конец 1919 года ситуация с заказами на предприятии не улучшилась и на заводе остался 1021 работник. В 1921 году было принято решение произвести объединение Адмиралтейского завода и остальных предприятий в единое целое, по мнению инициаторов реформы это должно было сократить административные расходы при отсутствии заказов. С 28 октября 1921 года Адмиралтейский завод, Галерный остров и Охтинский снарядный цех стали отделением Балтийского завода. Оно получило название Адмиралтейский отдел Балтийского завода. За всю историю построено более 400 подводных лодок.
В советское время на верфи осуществлялось множество оборонных проектов, в том числе выпуск атомных подводных лодок проекта 671.
С 31 января 1972 года на базе Адмиралтейского и Новоадмиралтейского судостроительных заводов было создано Ленинградское Адмиралтейское объединение.
|                                                                                               |                                                                                               |                                                                                               |                                                                                               |                                                                                               |                                                                                               |  |  | Адмиралтейский дом, с 5 ноября 1704 года                                                                          | | | | | |  |  |                                                     |                                                     |                                                     |                                                     |                                                     |                                                     |  |  |  |  |  |  |  |  |  |  |  |  |  |  |  |  |  |  |  |  |
|                                                                                               |                                                                                               |                                                                                               |                                                                                               |                                                                                               |                                                                                               |  |  | | | | | | |  |  |                                                     |                                                     |                                                     |                                                     |                                                     |                                                     |  |  |  |  |  |  |  |  |  |  |  |  |  |  |  |  |  |  |  |  |
|                                                                                               |                                                                                               |                                                                                               |                                                                                               |                                                                                               |                                                                                               |  |  | | | | | | |  |  |                                                     |                                                     |                                                     |                                                     |                                                     |                                                     |  |  |  |  |  |  |  |  |  |  |  |  |  |  |  |  |  |  |  |  |
| Галерный двор, с 1712 года                                                                    | Галерный двор, с 1712 года                                                                    | Галерный двор, с 1712 года                                                                    | Галерный двор, с 1712 года                                                                    | Галерный двор, с 1712 года                                                                    | Галерный двор, с 1712 года                                                                    |  |  | Санкт-Петербургское адмиралтейство (Главное адмиралтейство), до 1861 года                                         | Санкт-Петербургское адмиралтейство (Главное адмиралтейство), до 1861 года                                         | Санкт-Петербургское адмиралтейство (Главное адмиралтейство), до 1861 года                                         | Санкт-Петербургское адмиралтейство (Главное адмиралтейство), до 1861 года                                         | Санкт-Петербургское адмиралтейство (Главное адмиралтейство), до 1861 года                                         | Санкт-Петербургское адмиралтейство (Главное адмиралтейство), до 1861 года                                         |  |  | Галерный остров, с 1719 года                        | Галерный остров, с 1719 года                        | Галерный остров, с 1719 года                        | Галерный остров, с 1719 года                        | Галерный остров, с 1719 года                        | Галерный остров, с 1719 года                        |  |  |  |  |  |  |  |  |  |  |  |  |  |  |  |  |  |  |  |  |
| Галерный двор, с 1712 года                                                                    | Галерный двор, с 1712 года                                                                    | Галерный двор, с 1712 года                                                                    | Галерный двор, с 1712 года                                                                    | Галерный двор, с 1712 года                                                                    | Галерный двор, с 1712 года                                                                    |  |  | Санкт-Петербургское адмиралтейство (Главное адмиралтейство), до 1861 года                                         | Санкт-Петербургское адмиралтейство (Главное адмиралтейство), до 1861 года                                         | Санкт-Петербургское адмиралтейство (Главное адмиралтейство), до 1861 года                                         | Санкт-Петербургское адмиралтейство (Главное адмиралтейство), до 1861 года                                         | Санкт-Петербургское адмиралтейство (Главное адмиралтейство), до 1861 года                                         | Санкт-Петербургское адмиралтейство (Главное адмиралтейство), до 1861 года                                         |  |  | Галерный остров, с 1719 года                        | Галерный остров, с 1719 года                        | Галерный остров, с 1719 года                        | Галерный остров, с 1719 года                        | Галерный остров, с 1719 года                        | Галерный остров, с 1719 года                        |  |  |  |  |  |  |  |  |  |  |  |  |  |  |  |  |  |  |  |  |
| Галерная верфь, с августа 1721 года                                                           |                                                                                               |                                                                                               |                                                                                               |                                                                                               |                                                                                               |  |  | | | | | | |  |  |                                                     |                                                     |                                                     |                                                     |                                                     |                                                     |  |  |  |  |  |  |  |  |  |  |  |  |  |  |  |  |  |  |  |  |
|                                                                                               |                                                                                               |                                                                                               |                                                                                               |                                                                                               |                                                                                               |  |  | | | | | | |  |  |                                                     |                                                     |                                                     |                                                     |                                                     |                                                     |  |  |  |  |  |  |  |  |  |  |  |  |  |  |  |  |  |  |  |  |
|                                                                                               |                                                                                               |                                                                                               |                                                                                               |                                                                                               |                                                                                               |  |  | | | | | | |  |  |                                                     |                                                     |                                                     |                                                     |                                                     |                                                     |  |  |  |  |  |  |  |  |  |  |  |  |  |  |  |  |  |  |  |  |
| Новое адмиралтейство, с 1800 года                                                             | Новое адмиралтейство, с 1800 года                                                             | Новое адмиралтейство, с 1800 года                                                             | Новое адмиралтейство, с 1800 года                                                             | Новое адмиралтейство, с 1800 года                                                             | Новое адмиралтейство, с 1800 года                                                             |  |  | | | | | | |  |  | Литейно-механический завод Берда, с 1792 года       | Литейно-механический завод Берда, с 1792 года       | Литейно-механический завод Берда, с 1792 года       | Литейно-механический завод Берда, с 1792 года       | Литейно-механический завод Берда, с 1792 года       | Литейно-механический завод Берда, с 1792 года       |  |  |  |  |  |  |  |  |  |  |  |  |  |  |  |  |  |  |  |  |
| Новое адмиралтейство, с 1800 года                                                             | Новое адмиралтейство, с 1800 года                                                             | Новое адмиралтейство, с 1800 года                                                             | Новое адмиралтейство, с 1800 года                                                             | Новое адмиралтейство, с 1800 года                                                             | Новое адмиралтейство, с 1800 года                                                             |  |  | | | | | | |  |  | Литейно-механический завод Берда, с 1792 года       | Литейно-механический завод Берда, с 1792 года       | Литейно-механический завод Берда, с 1792 года       | Литейно-механический завод Берда, с 1792 года       | Литейно-механический завод Берда, с 1792 года       | Литейно-механический завод Берда, с 1792 года       |  |  |  |  |  |  |  |  |  |  |  |  |  |  |  |  |  |  |  |  |
|                                                                                               |                                                                                               |                                                                                               |                                                                                               |                                                                                               |                                                                                               |  |  | Адмиралтейский судостроительный завод, с 1908 года                                                                | | | | | |  |  |                                                     |                                                     |                                                     |                                                     |                                                     |                                                     |  |  |  |  |  |  |  |  |  |  |  |  |  |  |  |  |  |  |  |  |
|                                                                                               |                                                                                               |                                                                                               |                                                                                               |                                                                                               |                                                                                               |  |  | | | | | | |  |  |                                                     |                                                     |                                                     |                                                     |                                                     |                                                     |  |  |  |  |  |  |  |  |  |  |  |  |  |  |  |  |  |  |  |  |
|                                                                                               |                                                                                               |                                                                                               |                                                                                               |                                                                                               |                                                                                               |  |  | | | | | | |  |  | Франко-русский завод, с 1891 года                   |                                                     |                                                     |                                                     |                                                     |                                                     |  |  |  |  |  |  |  |  |  |  |  |  |  |  |  |  |  |  |  |  |
|                                                                                               |                                                                                               |                                                                                               |                                                                                               |                                                                                               |                                                                                               |  |  | Адмиралтейский судостроительный и башенный завод, с 1913 по 1914 годы                                             | | | | | |  |  |                                                     |                                                     |                                                     |                                                     |                                                     |                                                     |  |  |  |  |  |  |  |  |  |  |  |  |  |  |  |  |  |  |  |  |
|                                                                                               |                                                                                               |                                                                                               |                                                                                               |                                                                                               |                                                                                               |  |  | | | | | | |  |  |                                                     |                                                     |                                                     |                                                     |                                                     |                                                     |  |  |  |  |  |  |  |  |  |  |  |  |  |  |  |  |  |  |  |  |
| Охтинский снарядный цех в аренде у Адмиралтейского завода с 1 января 1915 по ноябрь 1921 года | Охтинский снарядный цех в аренде у Адмиралтейского завода с 1 января 1915 по ноябрь 1921 года | Охтинский снарядный цех в аренде у Адмиралтейского завода с 1 января 1915 по ноябрь 1921 года | Охтинский снарядный цех в аренде у Адмиралтейского завода с 1 января 1915 по ноябрь 1921 года | Охтинский снарядный цех в аренде у Адмиралтейского завода с 1 января 1915 по ноябрь 1921 года | Охтинский снарядный цех в аренде у Адмиралтейского завода с 1 января 1915 по ноябрь 1921 года |  |  | Объединение Адмиралтейского судостроительного завода и Балтийского завода, с 19 октября 1914 по 7 марта 1918 года | Объединение Адмиралтейского судостроительного завода и Балтийского завода, с 19 октября 1914 по 7 марта 1918 года | Объединение Адмиралтейского судостроительного завода и Балтийского завода, с 19 октября 1914 по 7 марта 1918 года | Объединение Адмиралтейского судостроительного завода и Балтийского завода, с 19 октября 1914 по 7 марта 1918 года | Объединение Адмиралтейского судостроительного завода и Балтийского завода, с 19 октября 1914 по 7 марта 1918 года | Объединение Адмиралтейского судостроительного завода и Балтийского завода, с 19 октября 1914 по 7 марта 1918 года |  |  |                                                     |                                                     |                                                     |                                                     |                                                     |                                                     |  |  |  |  |  |  |  |  |  |  |  |  |  |  |  |  |  |  |  |  |
| Охтинский снарядный цех в аренде у Адмиралтейского завода с 1 января 1915 по ноябрь 1921 года | Охтинский снарядный цех в аренде у Адмиралтейского завода с 1 января 1915 по ноябрь 1921 года | Охтинский снарядный цех в аренде у Адмиралтейского завода с 1 января 1915 по ноябрь 1921 года | Охтинский снарядный цех в аренде у Адмиралтейского завода с 1 января 1915 по ноябрь 1921 года | Охтинский снарядный цех в аренде у Адмиралтейского завода с 1 января 1915 по ноябрь 1921 года | Охтинский снарядный цех в аренде у Адмиралтейского завода с 1 января 1915 по ноябрь 1921 года |  |  | Объединение Адмиралтейского судостроительного завода и Балтийского завода, с 19 октября 1914 по 7 марта 1918 года | Объединение Адмиралтейского судостроительного завода и Балтийского завода, с 19 октября 1914 по 7 марта 1918 года | Объединение Адмиралтейского судостроительного завода и Балтийского завода, с 19 октября 1914 по 7 марта 1918 года | Объединение Адмиралтейского судостроительного завода и Балтийского завода, с 19 октября 1914 по 7 марта 1918 года | Объединение Адмиралтейского судостроительного завода и Балтийского завода, с 19 октября 1914 по 7 марта 1918 года | Объединение Адмиралтейского судостроительного завода и Балтийского завода, с 19 октября 1914 по 7 марта 1918 года |  |  |                                                     |                                                     |                                                     |                                                     |                                                     |                                                     |  |  |  |  |  |  |  |  |  |  |  |  |  |  |  |  |  |  |  |  |
|                                                                                               |                                                                                               |                                                                                               |                                                                                               |                                                                                               |                                                                                               |  |  | | | | | | |  |  |                                                     |                                                     |                                                     |                                                     |                                                     |                                                     |  |  |  |  |  |  |  |  |  |  |  |  |  |  |  |  |  |  |  |  |
|                                                                                               |                                                                                               |                                                                                               |                                                                                               |                                                                                               |                                                                                               |  |  | Адмиралтейский отдел Балтийского завода, с 28 октября 1921 по 1922 год                                            | | | | | |  |  |                                                     |                                                     |                                                     |                                                     |                                                     |                                                     |  |  |  |  |  |  |  |  |  |  |  |  |  |  |  |  |  |  |  |  |
|                                                                                               |                                                                                               |                                                                                               |                                                                                               |                                                                                               |                                                                                               |  |  | | | | | | |  |  |                                                     |                                                     |                                                     |                                                     |                                                     |                                                     |  |  |  |  |  |  |  |  |  |  |  |  |  |  |  |  |  |  |  |  |
|                                                                                               |                                                                                               |                                                                                               |                                                                                               |                                                                                               |                                                                                               |  |  | Отделение имени Андре Марти Балтийского завода, с 1922 по 1925 год                                                | Отделение имени Андре Марти Балтийского завода, с 1922 по 1925 год                                                | Отделение имени Андре Марти Балтийского завода, с 1922 по 1925 год                                                | Отделение имени Андре Марти Балтийского завода, с 1922 по 1925 год                                                | Отделение имени Андре Марти Балтийского завода, с 1922 по 1925 год                                                | Отделение имени Андре Марти Балтийского завода, с 1922 по 1925 год                                                |  |  | Завод имени Карла Либкнехта, с 1922 по 1925 год     | Завод имени Карла Либкнехта, с 1922 по 1925 год     | Завод имени Карла Либкнехта, с 1922 по 1925 год     | Завод имени Карла Либкнехта, с 1922 по 1925 год     | Завод имени Карла Либкнехта, с 1922 по 1925 год     | Завод имени Карла Либкнехта, с 1922 по 1925 год     |  |  |  |  |  |  |  |  |  |  |  |  |  |  |  |  |  |  |  |  |
|                                                                                               |                                                                                               |                                                                                               |                                                                                               |                                                                                               |                                                                                               |  |  | Отделение имени Андре Марти Балтийского завода, с 1922 по 1925 год                                                | Отделение имени Андре Марти Балтийского завода, с 1922 по 1925 год                                                | Отделение имени Андре Марти Балтийского завода, с 1922 по 1925 год                                                | Отделение имени Андре Марти Балтийского завода, с 1922 по 1925 год                                                | Отделение имени Андре Марти Балтийского завода, с 1922 по 1925 год                                                | Отделение имени Андре Марти Балтийского завода, с 1922 по 1925 год                                                |  |  | Завод имени Карла Либкнехта, с 1922 по 1925 год     | Завод имени Карла Либкнехта, с 1922 по 1925 год     | Завод имени Карла Либкнехта, с 1922 по 1925 год     | Завод имени Карла Либкнехта, с 1922 по 1925 год     | Завод имени Карла Либкнехта, с 1922 по 1925 год     | Завод имени Карла Либкнехта, с 1922 по 1925 год     |  |  |  |  |  |  |  |  |  |  |  |  |  |  |  |  |  |  |  |  |
|                                                                                               |                                                                                               |                                                                                               |                                                                                               |                                                                                               |                                                                                               |  |  | | | | | | |  |  |                                                     |                                                     |                                                     |                                                     |                                                     |                                                     |  |  |  |  |  |  |  |  |  |  |  |  |  |  |  |  |  |  |  |  |
|                                                                                               |                                                                                               |                                                                                               |                                                                                               |                                                                                               |                                                                                               |  |  | Судостроительный завод имени Андре Марти, с 13 января 1926 по 1936 год                                            | | | | | |  |  |                                                     |                                                     |                                                     |                                                     |                                                     |                                                     |  |  |  |  |  |  |  |  |  |  |  |  |  |  |  |  |  |  |  |  |
| Новое адмиралтейство, с 1 декабря 1926 года выделено для ликвидации                           |                                                                                               |                                                                                               |                                                                                               |                                                                                               |                                                                                               |  |  | | | | | | |  |  |                                                     |                                                     |                                                     |                                                     |                                                     |                                                     |  |  |  |  |  |  |  |  |  |  |  |  |  |  |  |  |  |  |  |  |
|                                                                                               |                                                                                               |                                                                                               |                                                                                               |                                                                                               |                                                                                               |  |  | | | | | | |  |  |                                                     |                                                     |                                                     |                                                     |                                                     |                                                     |  |  |  |  |  |  |  |  |  |  |  |  |  |  |  |  |  |  |  |  |
|                                                                                               |                                                                                               |                                                                                               |                                                                                               |                                                                                               |                                                                                               |  |  | | | | | | |  |  |                                                     |                                                     |                                                     |                                                     |                                                     |                                                     |  |  |  |  |  |  |  |  |  |  |  |  |  |  |  |  |  |  |  |  |
| Завод вспомогательных механизмов «Судомех», с 13 июля 1931 по 1937 год                        |                                                                                               |                                                                                               |                                                                                               |                                                                                               |                                                                                               |  |  | | | | | | |  |  |                                                     |                                                     |                                                     |                                                     |                                                     |                                                     |  |  |  |  |  |  |  |  |  |  |  |  |  |  |  |  |  |  |  |  |
|                                                                                               |                                                                                               |                                                                                               |                                                                                               |                                                                                               |                                                                                               |  |  | | | | | | |  |  |                                                     |                                                     |                                                     |                                                     |                                                     |                                                     |  |  |  |  |  |  |  |  |  |  |  |  |  |  |  |  |  |  |  |  |
| Завод № 196, с 1 января 1937 по 1966 год                                                      | Завод № 196, с 1 января 1937 по 1966 год                                                      | Завод № 196, с 1 января 1937 по 1966 год                                                      | Завод № 196, с 1 января 1937 по 1966 год                                                      | Завод № 196, с 1 января 1937 по 1966 год                                                      | Завод № 196, с 1 января 1937 по 1966 год                                                      |  |  | | | | | | |  |  | Завод № 194, с 1 января 1937 по 1957 год            | Завод № 194, с 1 января 1937 по 1957 год            | Завод № 194, с 1 января 1937 по 1957 год            | Завод № 194, с 1 января 1937 по 1957 год            | Завод № 194, с 1 января 1937 по 1957 год            | Завод № 194, с 1 января 1937 по 1957 год            |  |  |  |  |  |  |  |  |  |  |  |  |  |  |  |  |  |  |  |  |
| Завод № 196, с 1 января 1937 по 1966 год                                                      | Завод № 196, с 1 января 1937 по 1966 год                                                      | Завод № 196, с 1 января 1937 по 1966 год                                                      | Завод № 196, с 1 января 1937 по 1966 год                                                      | Завод № 196, с 1 января 1937 по 1966 год                                                      | Завод № 196, с 1 января 1937 по 1966 год                                                      |  |  | | | | | | |  |  | Завод № 194, с 1 января 1937 по 1957 год            | Завод № 194, с 1 января 1937 по 1957 год            | Завод № 194, с 1 января 1937 по 1957 год            | Завод № 194, с 1 января 1937 по 1957 год            | Завод № 194, с 1 января 1937 по 1957 год            | Завод № 194, с 1 января 1937 по 1957 год            |  |  |  |  |  |  |  |  |  |  |  |  |  |  |  |  |  |  |  |  |
| Ново-Адмиралтейский завод, с 25 октября 1966 по 1972 год                                      | Ново-Адмиралтейский завод, с 25 октября 1966 по 1972 год                                      | Ново-Адмиралтейский завод, с 25 октября 1966 по 1972 год                                      | Ново-Адмиралтейский завод, с 25 октября 1966 по 1972 год                                      | Ново-Адмиралтейский завод, с 25 октября 1966 по 1972 год                                      | Ново-Адмиралтейский завод, с 25 октября 1966 по 1972 год                                      |  |  | | | | | | |  |  | Адмиралтейский завод, с 21 декабря 1957 по 1972 год | Адмиралтейский завод, с 21 декабря 1957 по 1972 год | Адмиралтейский завод, с 21 декабря 1957 по 1972 год | Адмиралтейский завод, с 21 декабря 1957 по 1972 год | Адмиралтейский завод, с 21 декабря 1957 по 1972 год | Адмиралтейский завод, с 21 декабря 1957 по 1972 год |  |  |  |  |  |  |  |  |  |  |  |  |  |  |  |  |  |  |  |  |
| Ново-Адмиралтейский завод, с 25 октября 1966 по 1972 год                                      | Ново-Адмиралтейский завод, с 25 октября 1966 по 1972 год                                      | Ново-Адмиралтейский завод, с 25 октября 1966 по 1972 год                                      | Ново-Адмиралтейский завод, с 25 октября 1966 по 1972 год                                      | Ново-Адмиралтейский завод, с 25 октября 1966 по 1972 год                                      | Ново-Адмиралтейский завод, с 25 октября 1966 по 1972 год                                      |  |  | | | | | | |  |  | Адмиралтейский завод, с 21 декабря 1957 по 1972 год | Адмиралтейский завод, с 21 декабря 1957 по 1972 год | Адмиралтейский завод, с 21 декабря 1957 по 1972 год | Адмиралтейский завод, с 21 декабря 1957 по 1972 год | Адмиралтейский завод, с 21 декабря 1957 по 1972 год | Адмиралтейский завод, с 21 декабря 1957 по 1972 год |  |  |  |  |  |  |  |  |  |  |  |  |  |  |  |  |  |  |  |  |
|                                                                                               |                                                                                               |                                                                                               |                                                                                               |                                                                                               |                                                                                               |  |  | Ленинградское Адмиралтейское объединение, с 31 января 1972 по 1992 год                                            | | | | | |  |  |                                                     |                                                     |                                                     |                                                     |                                                     |                                                     |  |  |  |  |  |  |  |  |  |  |  |  |  |  |  |  |  |  |  |  |
|                                                                                               |                                                                                               |                                                                                               |                                                                                               |                                                                                               |                                                                                               |  |  | | | | | | |  |  |                                                     |                                                     |                                                     |                                                     |                                                     |                                                     |  |  |  |  |  |  |  |  |  |  |  |  |  |  |  |  |  |  |  |  |
|                                                                                               |                                                                                               |                                                                                               |                                                                                               |                                                                                               |                                                                                               |  |  | Государственное предприятие Адмиралтейские верфи, с 30 марта 1992 года                                            | | | | | |  |  |                                                     |                                                     |                                                     |                                                     |                                                     |                                                     |  |  |  |  |  |  |  |  |  |  |  |  |  |  |  |  |  |  |  |  |

## Деятельность
Сейчас главное направление Адмиралтейских верфей — проектирование, производство и модернизация судов гражданского и военного назначения различных типов.
В  начале 2010 года был подписан российско-вьетнамский контракт на поставку Вьетнаму шести дизель-электрических подводных лодок проекта 636 «Варшавянка», их строительство будет вестись на «Адмиралтейских верфях». Сумма договора — $1,8 млрд.
С 2022 года из-за вторжения России на Украину предприятие находится под международными санкциями Евросоюза, США и ряда других стран.

## Производственные мощности
| Количество/название          | Длина м | Ширина м | Дедвейт т |
| 2 открытых наклонных стапеля | 259     | 35       | 70 000    |
| 2 крытых эллинга             | 100     | 10       | 10 000    |
| 5 крытых эллингов            | 120     | 20       | 10 000    |
| Плавучий док «Луга»          | 92      | 27       | 6000      |
| Плавучий док «СПД-2М»        | 92      | 22       | 2000      |

## Продукция

### Танкеры с именами мостов
По состоянию на апрель 2008 года по заказу «Совкомфлота» была построена серия из восьми судов.
Эти суда носят названия известных мостов мира, латинская транскрипция которых начинается с буквы «Т».
Танкеры этой серии предназначены для перевозки до 5 различных грузов одновременно, в том числе:
- сырой нефти;
- нефтепродуктов;
- растительных масел;
- животных жиров.

Транспортное судно обладает дальностью автономного плавания в 15 750 миль, оно оснащено автоматизированными системами управления судовождением, техническими средствами, судовыми системами и грузовыми операциями.
Этот танкер предназначен для плавания в незамерзающих морях.
- Длина танкера - 182,5 м,
- Ширина танкера - 32,2 м,
- Высота борта - 17,5 м,
- Дедвейт – 47,4 тыс. тонн,
- Скорость хода - 15 узлов,
- Экипаж танкера - 28 человек.

ФГУП «Адмиралтейские верфи» с 2003 года передало ОАО «Совкомфлот» танкеры:
1. «Троицкий мост» (Troitsky Bridge),
2. «Торговый мост» (Torgovy Bridge),
3. «Тучков мост» (Tuchkov Bridge),
4. «Башенный мост» (Tower Bridge),
5. «Театральный мост» (Teatralny Bridge),
6. «Таврический мост» (Tavrichesky Bridge),
7. «Тверской мост» (Tverskoy Bridge) (был передан заказчику 24 августа 2007 года),
8. «Транссибирский мост» (Transsib Bridge) (спущен на воду 30 ноября 2007 года, передан «Совкомфлоту» 29 апреля 2008 года)[9].

### Танкер проекта 70046
- Длина танкера - 260 м,
- Ширина танкера - 34 м,
- Осадка - 13,6 м,
- Дедвейт – 70 тыс. тонн,
- Скорость хода - 16 узлов,
- Скорость кормой вперед во льду толщиной 1,2 метра - 3 узла
- Двигательная установка – 2 поворотные винто-рулевые колонки типа Azipod 	2 x 8,5 мВт

Головной танкер проекта 70046 «Михаил Ульянов» спущен на воду 31 октября 2008 года. Второй танкер этого проекта «Кирилл Лавров» был спущен на воду 18 декабря 2009 года.

### Подводные лодки
Подводные лодки проекта 677В 1997—2009 годах организация осуществляла строительство дизель-электрической подводной лодки Б-585 «Санкт-Петербург» — первенца проекта 677. Разрабатывало лодку ЦКБ Рубин. По состоянию на 2022 год достроено два корабля проекта 677.
Подводные лодки проекта 636С 1996 года для иностранных заказчиков, а позже — и для ВМФ России построено более 20 подводных лодок проекта 636 и модификаций (636М, 636.1, 636.3), ведётся строительство серии из шести кораблей для Тихоокеанского флота.

### Научно-экспедиционные суда
- 29 марта 2011 года спущено на воду научно-экспедиционное судно проекта 22280 «Академик Трёшников» (названо в честь А. Ф. Трёшникова) для Российской антарктической экспедиции. Судно построено по заказу Федеральной службы по гидрометеорологии и мониторингу окружающей среды[11]. Судно проекта 22280 «Академик Трёшников» является первым в серии. В задачи судна входит доставка груза и замена персонала антарктических станций, проведение научно-исследовательских работ и изучение природных процессов и явлений в океане, вывоз отходов и мусора из Антарктики.
- В марте 2023 года между АО «Адмиралтейские верфи» и Росгидрометом был подписан госконтракт на строительство научно-исследовательского судна Проекта 23680 «Иван Фролов». Срок сдачи — 2028 год. Судно предназначено для обеспечения работы полярных станций и проведения научных исследований в Арктике и Антарктике[12].

### Спасательное судно
«Игорь Белоусов» — спасательное океаническое судно для ВМФ РФ, заложенное в 2005 году с планируемым сроком сдачи в 2013 году. Также возможно строительство второго подобного судна.

### Патрульные корабли
4 мая 2016 года между Министерством обороны Российской Федерации и «Адмиралтейскими верфями» был заключён контракт на строительство двух патрульных кораблей ледового класса проекта 23550 в интересах ВМФ.

### Дрейфующая платформа «Северный полюс»
20 декабря 2018 года прошла церемония начала резки металла на ледовую платформу «Северный полюс».
Завод приступил к созданию уникального дрейфующего самодвижущегося судна по заказу Федеральной службы по гидрометеорологии и мониторингу окружающей среды. Скорость платформы до 10 узлов. Экипаж состоит из 14 человек, в то время как вся научная экспедиция может насчитывать до 34 ученых.
21 мая 2022 года, в День полярника, платформа вышла на ходовые испытания в Финский залив, а 24 мая они были успешно завершены. 25 августа 2022 года платформа была сдана в эксплуатацию, а в сентябре того же года отправилась в свою первую экспедицию «Северный полюс-41».

### Супертраулеры проекта СТ-192
«Адмиралтейские верфи» уже имели опыт строительства более 30 судов для рыбопромыслового флота СССР, среди которых рыболовные траулеры, плавучие рыбоконсервные заводы и рыбоперерабатывающие базы.
В январе 2019 года на предприятии началось строительство первого за тридцать лет крупного рыбопромыслового судна (заказчик — ООО «Русская рыбопромышленная компания», РРПК). Это новое поколение судов, отличающихся повышенным ледовым классом и большей производительностью, суда превзойдут все имеющиеся в стране аналоги по производительности и другим характеристикам: каждое из них будет рассчитано на ежегодный вылов более 60 тысяч тонн рыбы и выпуск около 15 тысяч тонн филе, фарша и сурими.
Контракт на строительство на «Адмиралтейских верфях» серии (6 + 4 в опционе; общей стоимостью около 65 млрд руб.) больших морозильных рыболовных траулеров (БМРТ) до 2023 года подписан в октябре 2017 года в рамках государственной программы инвестиционных квот. Вся серия закладывается парами, по два судна в год с интервалом в три месяца между закладками.
Проект СТ-192 основан на концепте ST-192RFC норвежского бюро Skipsteknisk; технический проект разработан «Морским инженерным бюро», созданием рабочей конструкторской документации занимается КБ "Вымпел".
Траулеры проекта СТ-192:
1. Головное судно серии «Капитан Вдовиченко»[20]: заложен 23 января 2019[21], спущен на воду 27 марта 2020[22], 8 июля 2022 поднят флаг[23]
2. судно «Механик Маслак»: заложен 23 января 2019, спущен на воду 23 июня 2020[24], 2 февраля 2023 года поднят флаг[25], 22 февраля 2023 отправился на промысловые испытаниями[26]
3. судно «Механик Сизов»: заложен 30 июня 2020, спущен на воду 25 июля 2021[27]
4. судно «Капитан Мартынов»: заложен 5 августа 2020, спущен на воду 24 сентября 2021 года[28], передача заказчику запланирована на 2022 год[29]
5. судно «Капитан Юнак»: заложен 5 июня 2021, планируется, что траулер будет спущен на воду в мае 2022 года и передан заказчику в 2023 году[30]
6. судно (строительный номер 02485): 15 февраля 2021, начата резка металла для шестого траулера данного проекта[31].

## Руководство
- Бузаков, Александр Сергеевич — генеральный директор до 2022 года.

## Памятник создателям подводных лодок
В сквере на углу улицы Степана Разина и Рижского проспекта, у южной проходной верфей в 2007-2008 годах в ознаменование 100-летия подводного флота России установлен памятник. Он создан по проекту и рабочей модели авторского коллектива: скульптора профессора Санкт-Петербургской Государственной художественно-промышленной академии им. А. Л. Штиглица заслуженного художника России Анатолия Гордеевича Дёмы и архитектора доцента Вадима Петровича Тимонина. Авторское название работы «Подводный удар». В композицию включён масштабный макет атомной подводной лодки проекта 671, подобные которой строились на этом предприятии, а также, на постаментах с памятными досками установлены подлинные корпуса морских мин на станках.
Работы проводились по инициативе  Администрации ОАО «Адмиралтейские верфи», скульптора Демы А. Г., главного строителя АПЛ Ларина Б. В., Совета ветеранов подводного флота в период с 2005 по 2008 гг., при поддержке члена Морского собрания Санкт-Петербурга к.т.н. Ходырева В. Я. Большую роль в установке памятника сыграло участие архитектора ПГС УКС Ильина В. А., конструктора Очередина В. Б., ГС АПЛ Ларина Б. В.

## Санкции
В 2022 году, на фоне вторжения России на Украину, Адмиралтейские верфи внесены в санкционный список Евросоюза, отмечая что часть кораблей «строилась на верфях, расположенных на территории незаконно аннексированного Крыма и Севастополя, что способствовало милитаризации Крымского полуострова»
10 марта 2022 года холдинг включён в санкционный список Канады «за роль в содействии или поддержке неспровоцированного и неоправданного вторжения президента Путина в Украину».
7 апреля 2022 года холдинг попал под санкции США так как «разрабатывает и строит большинство российских военных кораблей, включая и те, которые используются для обстрела городов Украины и причинения вреда гражданскому населению Украины».
По аналогичным основаниям предприятие включено в санкционные списки Швейцарии, Австралии, Японии, Украины и Новой Зеландии.

## Скандалы
На Адмиралтейских верфях экономическая полиция нашла ущерб Минобороны на 100 млн рублей, в результате чего задержан заместитель главного инженера — начальник инженерного центра Емельченков Г.А.
Бывшего главного инженера предприятия Владимира Байкова обвиняют в краже денег при выполнении заказа Министерства обороны.

27 ноября 2018 года произошёл пожар на ледоколе «Виктор Черномырдин» на территории АО «Адмиралтейские верфи». Во время ЧП пострадали два человека. В больницу был госпитализирован сотрудник фирмы-подрядчика с ожогами рук. Площадь пожара составила около 100 квадратных метров. К ликвидации огня на строящемся ледоколе привлекли 35 расчётов и 139 человек. По факту пожара возбуждено уголовное дело по статье 216 УК РФ («Нарушение правил безопасности при ведении горных, строительных или иных работ»). По версии следствия, на ледоколе неосторожно работали с открытым огнём.

## Архитектура комплекса зданий
Комплекс зданий расположен в нижнем течении Невы на Ново-Адмиралтейском (Калинкином), Матисовом и Галерном островах.
В 1825—1838-е годы архитекторы Э. Х. Анерт и И. Г. Гомзин, инженеры П. П. Базен, Л. Л. Карбоньер и В. П. Лебедев построили мастерские, склады, чертёжную, провели работы по внутреннему и внешнему благоустройству завода.
По проекту инженера Базена впервые в России был возведён каменный эллинг (по примеру французского здания).
В основу архитектуры Нового Адмиралтейства легли принципы классической композиции. Сквозь Галерную улицу просматривался главный вход верфи. От него шла протяжённая аллея — композиционная основа комплекса. Справа от аллеи были расположены судостроительные постройки, слева, на берегу — пристань и дамбы с павильонами для наблюдения за спуском судов на воду.
В 1893 году по проекту военных инженеров С. Н. Будзынского, Н. П. Дуткина и Н. Д. Куторги был построен новый эллинг.
В 1911 году по проекту М. М. Перетятковича был возведён храм Спас-на-водах — памятник русским морякам, погибшим в Цусимском сражении. В 1930-х годах храм снесли, панорама прибрежной части завода также была утрачена.
В советское время были построены здания из силикатного кирпича.
Из сохранившихся построек наибольшую историко-архитектурную ценность представляют первый каменный эллинг, мастерская и караульный дом.
Главный технолог верфей Н. И. Дмитриев предлагал вывести судопроизводство с исторической территории, отдав острова под жилую застройку.
В наше время существуют идеи перенести часть зданий на другие территории, восстановить храм-памятник, преобразовать пространство в музейно-выставочный и деловой центр.